# Arnold Duncan McNair
Arnold Duncan McNair, sinds 1955 Baron McNair, (Londen, 4 maart 1885 - Cambridge, 22 mei 1975), was een Brits hoogleraar internationaal recht. Verder was hij rechter en president van het Internationaal Gerechtshof en rechter van het Europees Hof voor de Rechten van de Mens.

## Levensloop
McNair studeerde tot 1909 rechtsgeleerdheid aan het Gonville and Caius College van de Universiteit van Cambridge, en gaf hier aansluitend ook zelf les. Tijdelijk nam hij functies op zich als procureur in Londen en docent internationaal recht aan de London School of Economics, en keerde vervolgens terug naar Gonville and Caius. In 1925 promoveerde hij in Cambridge en werd hij daar tien jaar later gevraagd voor de Whewell-leerstoel voor internationaal recht. Al een paar jaar later, in 1937, deed hij hier weer afstand van, om onderdirecteur te worden van de Universiteit van Liverpool. In 1945 keerde hij terug naar Cambridge in de functie van hoogleraar vergelijkend recht.
Sinds 1939 was hij lid van de British Academy, waarvan hij het voorzitterschap in handen kreeg van 1955 tot 1956. Al in 1918 werd hij benoemd tot Commandeur in de Orde van het Britse Rijk en in 1943 werd hij tot ridder geslagen en benoemd tot Queen's Counsel, een eretitel voor vooraanstaande advocaten.
Na de oprichting van het Internationaal Gerechtshof in Den Haag werd hij in 1946 gekozen als een van de rechters van het hof. In deze functie bleef hij aan tot 1955, waarbij hij tussen 1952 en 1955 president was van het gerechtshof. In het jaar van zijn afscheid werd hij als Baron McNair in de adelstand verheven. Hetzelfde jaar werd hij benoemd tot erelid van de American Society of International Law.
Van 1959 werd hij de eerste president van het nieuw opgerichte Europees Hof voor de Rechten van de Mens in Straatsburg. In deze functie bleef hij aan tot 1965.

## Werk (selectie)
- 1932, 1953, 1964: The Law of the Air
- 1952: Roman Law & Common Law: a Comparison in outline, Cambridge
- 1954: The Development of International Justice, New York
- 1961: The Law of Treaties, Oxford
- 1974: Lord McNair, Selected Papers and Bibliography, Leiden en New York

- Bibsys: 90235569
- Bibliothèque nationale de France: cb123814677 (data)
- Gemeinsame Normdatei: 102090327
- International Standard Name Identifier: 0000 0001 0930 552X
- Library of Congress Control Number: no90026475
- Nationale Bibliotheek van Tsjechië: xx0223807
- Nationale Bibliotheek van Israël: 987007281747305171
- Nationale Bibliotheek van Polen: a0000001901865
- Nederlandse Thesaurus van Auteursnamen: 069448485
- LIBRIS: 321595
- SNAC: w6q55bp2
- Système universitaire de documentation: 03286860X
- Trove: 1169893
- Virtual International Authority File: 107535024
- WorldCat: E39PBJxMk9VxJrxbj48FxGC84q